# Tomáš Janíček
Tomáš Janíček (Zlín, 7 settembre 1982) è un ex calciatore ceco, di ruolo difensore.

## Palmarès

### Competizioni nazionali
- Coppa della Repubblica Ceca: 1

Fastav Zlín: 2016-2017